# Rosinei Adolfo Nascimento
Rosinei Adolfo Nascimento, detto Rosinei (Lavrinhas, 30 luglio 1983), è un ex calciatore brasiliano, di ruolo centrocampista.

## Caratteristiche tecniche
Gioca come centrocampista offensivo.

## Carriera

### Club
Cresciuto nel Cruzeiro, nel 2004 si trasferì al 
Corinthians.
Nel 2005, iniziò ad affermarsi in prima squadra, che in quel momento era in collaborazione con l'MSI. Dopo il calo di rendimento di Carlos Alberto, Rosinei conquistò il posto da titolare. Fu il secondo miglior marcatore del club nel Brasileirão 2005, dopo Carlos Tévez.
Nel 2007 passò al Real Murcia, per disputare il Primera División 2007-2008 (Spagna). Nel 2008 è tornato in Brasile, all'Internacional. Nel 2009 va in Messico per giocare con il Club América

## Palmarès

### Club

#### Competizioni nazionali
- Copa Sul-Minas: 1

Cruzeiro: 2002
- Campionato brasiliano: 1

Corinthians: 2005

#### Competizioni internazionali
- Coppa Sudamericana: 1

Internacional: 2008